# Durchführungskondensator

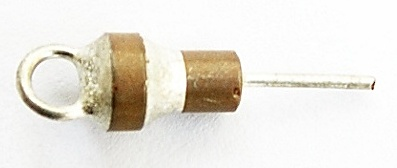
Keramischer Durchführungskondensator mit Lötöse und einer Kapazität von 1 nF.

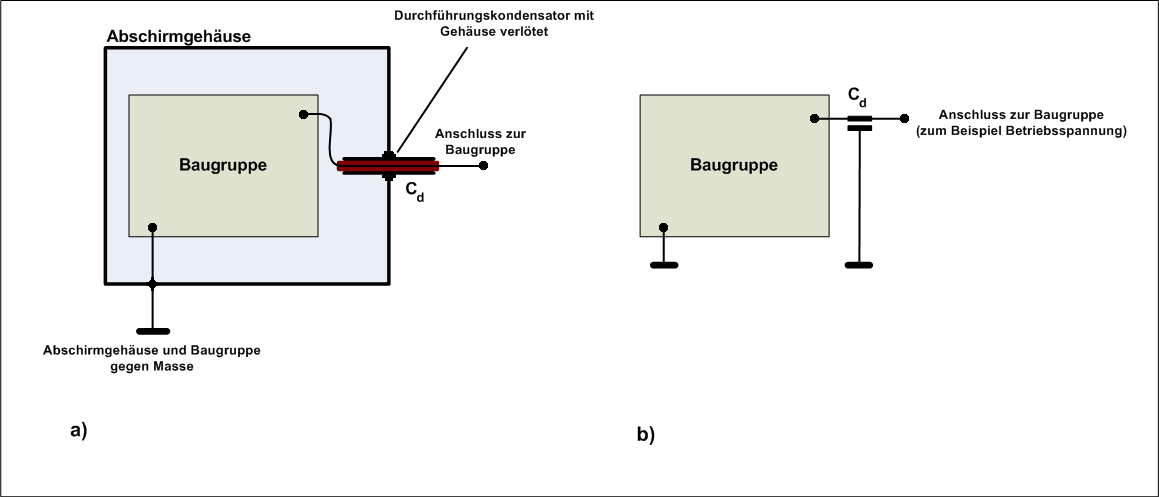
a) Prinzipieller mechanischer Aufbau mit einem Durchführungskondensator.
b) Prinzipschaltplan mit dem Durchführungskondensator C_{d}.

Durchführungskondensatoren (auch kurz Duko genannt) sind koaxial aufgebaute Kondensatoren, die eine elektrische Leitung durch eine leitfähige Wandung (Abschirmung) führen.
Die eine Elektrode ist beidseitig als Draht an den Enden einer als Dielektrikum wirkenden Hülse herausgeführt. Diese ist leitfähig beschichtet oder mit einer zweiten Hülse umgeben, was die zweite Elektrode darstellt. Die außen liegende Elektrode wird in die Gehäusewand eingelötet oder anderweitig kontaktiert. Mittels der Kapazität zwischen Anschlüssen und Hülse wirkt der Kondensator als Entstörglied.
Durchführungskondensatoren bilden zusammen mit der dahinterliegenden Schaltung bzw. mit den Anschlussleitungen einen Tiefpass mit einer zentralen Kapazität gegen Erde. Hohe Frequenzen werden blockiert, niedrige Frequenzen und Gleichstrom werden durchgelassen. Oft besitzen die Anschlüsse aufgesteckte Ferritperlen, um die Filterwirkung zu verbessern; solch ein T-Glied besteht aus zwei Induktivitäten und dem zentral gelegenen Abblock-Kondensator.
Sie verhindern hochfrequente Störaussendungen und erhöhen die Immunität gegenüber hochfrequenten Störsignalen. Mit ihrer induktivitätsarmen Montage bieten sie Schutz gegen Gleichtaktsignale bis zu sehr hohen Frequenzen. Der Kapazitätswert geeigneter Keramik-Kondensatoren aus einem Keramikröhrchen, das mit einem lötbaren Außenbelag und einem Innenleiter versehen ist, ist relativ gering (bis ca. 100 nF). Solche Durchführungskondensatoren werden häufig in der Stromversorgung von Hochfrequenz-Schaltungen, wie UHF-Verstärkern und UHF-Tunern verwendet.
Es gibt auch Keramik-Durchführungskondensatoren und Folienkondensatoren in einem Metallgehäuse mit Flansch; diese werden durch die Bohrung des Abschirmgehäuses gesteckt und verschraubt. Somit sind sie auch für nicht lötbare Gehäuse geeignet.